# Veruda (sziget)
Veruda (más néven Fratarski otok) egy sziget Horvátországban, az Isztriai-félsziget déli partjai előtt, a Veruda- és a Soline-öböl bejáratánál.

## Leírása
A szigetecske szabálytalan alakú, 605 m hosszú, maximális szélessége pedig 530 m. Területe 0,19 km², partvonalának hossza pedig 1,88 km. Északnyugati részén éri el a maximális 20 m magasságot. A szárazföldtől a legközelebbi helyen 120 méterre fekszik.
A szigeten, amelyet hajójárat köt össze a szárazfölddel (az út 10 perc) nyáron tábort szerveznek. A sziget tekintettel a közelében található gyönyörű búvárhelyekre különösen alkalmas a búvársport kedvelői számára. A tábor a cserkészek nemzetközi programjában is szerepel, akik rendszeresen látogatják a szigetet. A sziget vízellátását Póla vízvezetékhálózata biztosítja, több egészségügyi létesítményt is építettek itt. A szigeten nincsenek autók, valamint nincs áram, kivéve a vendéglátóhelyek igényeit kielégítő generátorokat. A szigeten több füves pálya található a röplabdához és a kispályás futballhoz, valamint asztalitenisz asztalok is rendelkezésre állnak. Az itt található tábor egyike a természetes környezetben való üdülésre vágyók kedvelt helyeinek.

## Története
A 18. században Ivan Andrija Balbi pólai püspök idején itt állt az obszerváns ferencesek kolostora. A Szűz Mária kolostort a zárai ferences rendtartomány alapította, de 1806-ban Napóleon uralma alatt bezárták. Azóta Veruda szigete a Fratarski-sziget néven is ismert. A ferencesek csak 1920-ban tértek vissza Pólába, amikor elkezdték egy új kolostor a Páduai Szent Antal kolostor építését.

## Fordítás
Ez a szócikk részben vagy egészben  a   Veruda (otok) című horvát Wikipédia-szócikk ezen változatának fordításán alapul.  Az eredeti cikk szerkesztőit annak laptörténete sorolja fel. Ez a jelzés csupán a megfogalmazás eredetét és a szerzői jogokat jelzi, nem szolgál a cikkben szereplő információk forrásmegjelöléseként.